# Tribunal judiciaire de Saint-Malo
Le tribunal judiciaire de Saint-Malo est une juridiction française de première instance et de droit commun, compétente pour une partie des départements d'Ille-et-Vilaine et des Côtes-d'Armor, avec respectivement le tribunal judiciaire de Rennes et de Saint-Brieuc. Il est implanté au Palais de justice au 49 avenue Aristide-Briand à Saint-Malo.
La juridiction d'appel compétente pour connaître des jugements du tribunal judiciaire de Saint-Malo est la cour d'appel de Rennes située au Parlement de Bretagne à Rennes.

## Organisation

### Présidents
- Marie-Paule Regnault-Lugbull depuis 2019[1] ;
- Vincent Reynaud entre 2014 et 2019[2] ;
- François Génicon avant 2014.

### Procureurs
- Fabrice Tremel depuis 2022[3] ;
- Christine Le Crom entre 2016 et 2022[4] ;
- Alexandre de Bosschère avant 2016[4] ;

## Tribunal de proximité
Le tribunal judiciaire de Saint-Malo compte une chambre de proximité située à Dinan. Le tribunal de proximité de Dinan est situé au 20 place Duguesclin.